# بردخياري (دشت روم)
بردخیاري (بالفارسية: بردخیاری) هي قرية تقع في إيران في قسم دشت روم الريفي. يقدر عدد سكانها بـ 50 نسمة بحسب إحصاء 2016.